# Aire-sur-la-Lys

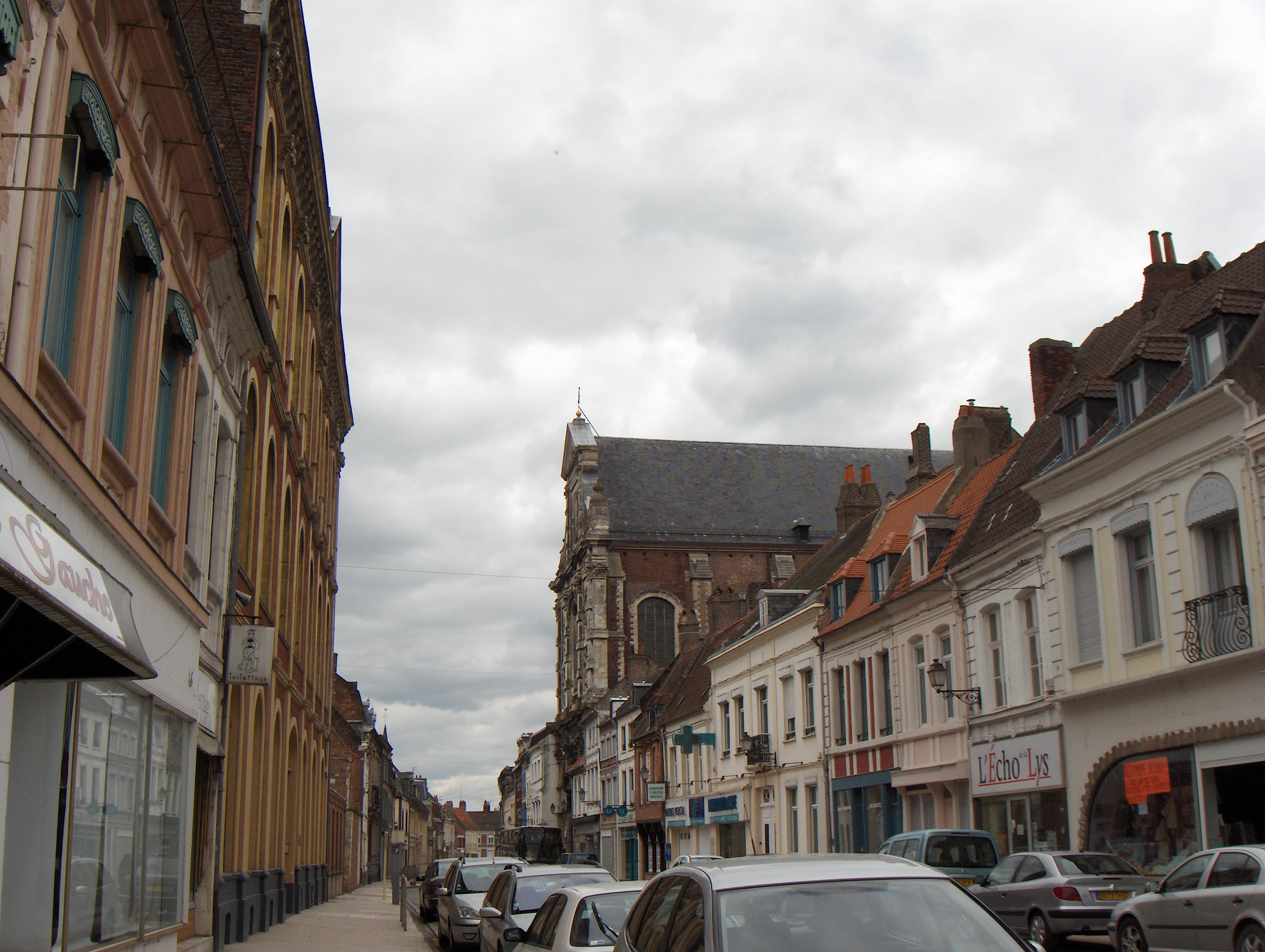
Aire-sur-la-Lys
Rue de Saint Omer

Aire-sur-la-Lys – miejscowość i gmina we Francji, w regionie Hauts-de-France, w departamencie Pas-de-Calais w okręgu Saint-Omer.
Według danych na rok 1990 gminę zamieszkiwało 9529 osób, a gęstość zaludnienia wynosiła 287 osób/km² (wśród 1549 gmin regionu Nord-Pas-de-Calais Aire-sur-la-Lys plasuje się na 88. miejscu pod względem liczby ludności, natomiast pod względem powierzchni na miejscu 12.).

## Położenie
Aire-sur-la-Lys leży nad rzeką Lys oraz jej dopływem Laquette. W miejscowości znajduje się jeden z końców kanału d'Aire, łączącego Lys z kanałem de Neufossé w Bauvin w departamencie Nord.

## Zabytki
- rzymskokatolicka, XVI-wieczna kolegiata pw. św. Piotra Apostoła

## Współpraca
Miejscowość partnerska:
- Harelbeke, Belgia